# Gotha G.III
De Gotha G.III is een strategische bommenwerper die in dienst was bij de Duitse Luftstreitkräfte tijdens de Eerste Wereldoorlog.
De vorige versie, de Gotha G.II, had veel problemen met zijn twee Mercedes D.IV-motoren, die de krukas beschadigden. Ingenieur Hans Burkhard ontwierp daarom de Gotha G.III. Deze was uitgerust met een krachtigere en betrouwbare Mercedes D.IVa 190 kW (260 pk) motor en een stevigere romp met een extra 7,92mm-machinegeweer bij een ventraal luik. De G.III was evenals de eerste bommenwerper met een machinegeweer vanachter dat 360 graden kon draaien.
De meeste van de 25 G.III's werden geleverd aan het bommenwerpersquadron Kagohl 1, dat vooral aan het balkanfront opereerde. De dienst van het toestel was beperkt maar effectief. Zo vernietigden enkele van deze vliegtuigen in september 1916 de spoorwegbrug over de Donau bij Cernavodă in het zuiden van Roemenië. Ook in het westen zag het toestel actie, hier bij Kagohl 2, opererend vanuit Freiburg. Hier was men echter minder tevreden over het toestel, niet omdat het te traag was, maar omdat het net sneller was dan de meeste escortejagers. In september 1917 werden alle G.III's uit actieve dienst gehaald en enkel nog gebruikt bij trainingseenheden
Gotha G.I · Gotha G.II · Gotha G.III · Gotha G.IV · Gotha G.V · Gotha G.VI · Gotha G.VII · Gotha G.VIII · Gotha G.IX · Gotha G.X · AEG DJ.I · AEG G.I · AEG G.II · AEG G.III · AEG G.IV · AEG G.V · AEG J.I · AEG J.II · AEG R.I · Friedrichshafen G.II · Friedrichshafen G.III · Hannover CL.II · Junkers CL.I ·  Junkers J.I · Rumpler G.I  · Rumpler G.II · Rumpler G.III  · Zeppelin-Lindau Rs.II  · Zeppelin-Lindau Rs.III · Zeppelin-Lindau Rs.IV · Zeppelin-Staaken R.VI